# Osservatorio di Mount Stromlo
L'osservatorio di Monte Stromlo è un osservatorio astronomico situato nei pressi della città di Canberra, sul monte Stromlo, nel Territorio della Capitale Australiana, in Australia.